# Order in the Court
Order in the Court è il quarto album della cantante hip hop statunitense Queen Latifah, pubblicato 16 giugno del 1998 e distribuito dalla Motown in tutto il mondo. Collaborano Sisqó, Antonique Smith, Lil' Mo e Faith Evans. Tra i produttori anche Clark Kent, Big Jaz e Diamond D.
Il disco è un buon successo commerciale e di critica: Stephen Thomas Erlewine, per Allmusic, scrive che l'artista fonde «l'R&B old school e il contemporary soul nel suo marchio di fabbrica hip hop [...]», tuttavia l'album si rivela al di sotto delle aspettative.
| Recensione           | Giudizio |
| -------------------- | -------- |
| AllMusic             | [ 1 ]    |
| Entertainment Weekly | A−       |
| Rolling Stone        | link     |
| Robert Christgau     | B+       |

## Tracce
Testi di Dana Owens.
1. Bananas (Who You Gonna Call?) (featuring Apache) – 4:00 (Marcus DL)
2. Court is In Session – 3:52 (musica: Big Jaz)
3. No / Yes Skit (featuring Foot & Monifah) – 0:44 (musica: Marcus DL)
4. No / Yes – 4:50 (musica: DJ Clark Kent)
5. Turn You On – 4:21 (musica: Al West, Chad Elliott)
6. Black on Black Love (featuring Antonique Smith & Next) – 4:05 (musica: Darren Lighty, Kay Gee)
7. Parlay (featuring Markita) – 4:51 (musica: Divine Styler, Kendu, Queen Latifah)
8. Paper (featuring Jaz-A-Belle) – 4:00 (musica: Jerry Duplessis, Pras)
9. What Ya Gonna Do (featuring Inaya Jafan) – 4:33 (musica: Kendu, Queen Latifah)
10. It's Alright (featuring Faith Evans & Lil' Mo) – 3:45 (musica: Darryl McClary, Mike Allen)
11. Phone Call (featuring Markita) – 0:34 (musica: Queen Latifah)
12. Brownsville (featuring Markita, Nikki D & Scarlet) – 4:40 (musica: Divine Styler, Kendu, Queen Latifah)
13. I Don't Know (featuring Sisqó) – 4:29 (musica: Diamond D)
14. Life (Markita) – 5:41 (musica: Darren Lighty, Kay Gee)

Durata totale: 54:25

## Classifiche
| Classifica (1998)         | Posizione massima |
| ------------------------- | ----------------- |
| Stati Uniti               | 95                |
| US Top R&B/Hip-Hop Albums | 16                |